# دوهامل (كيبك)
دوهامل (بالإنجليزية: Duhamel, Quebec)‏ هي بلدية محلية في كيبيك تقع في كندا في Papineau Regional County Municipality. يقدر عدد سكانها بـ 412 نسمة ومساحتها 481.90 كم2 .